# 60 Echo
60 Echo (in italiano 60 Eco) è un piccolo asteroide di tipo S della Fascia principale. La sua superficie è molto brillante e la sua composizione è probabilmente una miscela di ferro e nichel allo stato metallico e rocce silicate.
Echo fu scoperto il 14 settembre 1860 da James Ferguson grazie al telescopio rifrattore da 9,6 pollici dello U.S. Naval Observatory di Washington, il terzo e ultimo asteroide da lui individuato. Fu battezzato così in onore di Eco, una Ninfa della mitologia greca.